# Ламанский, Евгений Иванович
Евге́ний Ива́нович Лама́нский (1825—1902) — русский финансист из рода Ламанских, управляющий Государственным банком Российской империи, тайный советник. Член-корреспондент Императорской С.-Петербургской академии наук (1859). Владелец мызы Беззаботная.

## Биография
Родился 1 (13) декабря 1825 года в семье начальника отделения Особенной канцелярии по кредитной части Ивана Ивановича Ламанского и Веры Яковлевны (в девичестве — Малоземовой).
В 1840 году, по окончании пятого класса Второй Санкт-Петербургской гимназии, был принят в Царскосельский лицей и был выпущен из него (уже из Александровского лицея) 3 января 1846 года с серебряной медалью и чином 9-го класса и «определён в Государственную канцелярию сверх штата с жалованием из Государственного казначейства 1846 года февраля 11 дня». В 1849 году привлекался к следствию по делу петрашевцев.
В 1857 году вышел в отставку и уехал за границу с командировкой от Русского географического общества. Незадолго перед этим он напечатал в «Известиях Географического общества» свой лучший труд по истории денежного обращения и казённых кредитных учреждений в России, за который получил от Русского географического общества полную премию им. Жуковского.
За границей Ламанский пробыл два года, изучая операции и организации западно-европейских кредитных учреждений. После возвращения в Россию Ламанский напечатал несколько статей по этому предмету в «Русском вестнике». Принимал участив в трудах комиссии для пересмотра вопроса о банках, а также в трудах редакционных комиссий по крестьянскому делу.
В 1859 году назначен старшим директором Государственного коммерческого банка. Когда в 1860 году был учреждён Государственный банк, Ламанский был назначен товарищем управляющего, а в 1866 году — управляющим Государственным банком. Ламанский был сторонником независимости Госбанка от правительства и предоставления Госбанку эмиссионного права.
С 30 декабря 1860 года — действительный статский советник, с 28 марта 1871 года — тайный советник .
Будучи уверенным в необходимости организации в России только что возникших на Западе обществ взаимного кредитования, Ламанский ознакомил с ними русскую публику в брошюре «Общества Взаимного Кредита» и содействовал основанию в Санкт-Петербурге в 1863 году первого общества этого рода.
Пайщик Московского купеческого банка. Председатель правления Русского для внешней торговли банка (1871—1874), председатель совета Волжско-Камского коммерческого банка (1875—1901).
В 1881 году оставил должность управляющего Государственным банком. С выходом в отставку в 1882 году Ламанский стал принимать участие в деятельности Санкт-петербургской городской думы и петергофского уездного земства. Одно трёхлетие он был председателем III отделения Императорского вольного экономического общества; читал лекции о голодовках в Индии (в 1892 году вышли отдельной книгой) и о банках, написал несколько газетных статей.
Умер 31 января (13 февраля) 1902 года. Похоронен на Никольском кладбище Александро-Невской лавры.

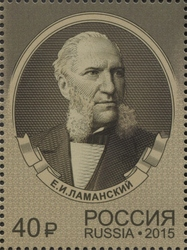
Почтовая марка России (2015 год)

## Награды
- Орден Святой Анны 3-й степени (1848)
- Золотая табакерка, украшенная бриллиантами, с вензелевым изображением имени Александра II «За труды в редакционных комиссиях» (1861)
- Орден Святого Владимира 3-й степени (1863)
- Орден Святого Станислава 1-й степени (1865)
- Орден Святой Анны 1-й степени (1868)
- Орден Святого Владимира 2-й степени (1874)
- Орден Белого орла (1876)
- Орден Святого Александра Невского (01.01.1880)
- Тёмно-бронзовая медаль «В память войны 1853—1856» (1856)
- Золотая медаль «За труды по освобождению крестьян» (1861)

Иностранные:
- Сербский орден Такова 1-й степени (1882)

## Память
В память о созидательной деятельности Е. И. Ламанского его сослуживцы установили в Санкт-Петербурге на здании Главного штаба, где находилась квартира Ламанских, барельеф.